# はぴひる!
『はぴひる!』は、2004年3月29日から同年9月24日までTBS系列・全国ネットで平日12:00 - 13:00（JST）に生放送されていたお昼の情報番組である。

## 番組概要
4年間続いた同枠の情報番組『ベストタイム』の後番組として、同局の『アッコにおまかせ!』を担当していたプロデューサー利根川展が立ち上げた生放送の番組だったが、初回から1%～2%と低迷し、様々な構成の手直しをして後半になって3%～4%と上昇したものの、結果わずか半年で打ち切りとなった。
番組初期の2週間は、VTRを一切流さずテーマに沿ってトークする内容の番組で、料理コーナーもあった。後にテコ入れとして日替わり特集形式になり、打ち切り間近にはラーメン特集などのグルメ企画が中心となった。

## 主なコーナー
- あなたのお家査定します
- 日本のお取り寄せ　食べつくし計画

## 出演者

### 総合司会
- 長嶋一茂
- 磯野貴理子
- 田中律子

### アナウンサー
- 小笠原亘
- 山内あゆ
- 小林豊

### レギュラーゲスト
- 石黒彩
- 石野真子
- 加藤貴子
- 加藤紀子
- 高畑淳子
- 三船美佳
- 芳本美代子
- 長井秀和
- 矢部太郎　(カラテカ)

## 備考
- 長嶋は本番組の本番中に第1子となる双子が誕生し、報告を番組内で行った。
- 田中は『王様のブランチ』以来、昼の番組を担当していた。実に6年ぶり。
- 本番組の迷走を当時とんねるずの石橋貴明や伊集院光がTBSの番組で揶揄していた。
- 長嶋一茂は主婦ウケが良い事を見越して（高視聴率だった前番組を打ち切って）番組に起用されたが、思うように視聴率が伸びなかった。（以前同時間に放送されていた『宮本和知の熱血!昼休み』と同様となった。）
- 番組開始前に同局の他番組や女性誌などで開始の告知を行う予定だったが、同時期に逝去したいかりや長介の関係者の取材や特集記事などが大々的に取り上げられた為、告知は小規模な扱いになってしまった（『アッコにおまかせ!』でこの事が取り上げられた）。
- 本番組で藤井健太郎は、入社2年目で限度ヲ知レのプロデューサー兼総合演出を行いながらADをおこなっていた。（佐久間宣行のオールナイトニッポン０にてゲストで出演した藤井健太郎本人談）

| TBS 平日12時台              | TBS 平日12時台 | TBS 平日12時台           |
| 前番組                      | 番組名         | 次番組                   |
| --------------------------- | -------------- | ------------------------ |
| ベストタイム ※11:25 - 13:00 | はぴひる!      | ㊕情報とってもインサイト |